# Les Musées de la civilisation
Les Musées de la civilisation sont un complexe muséal public réunissant quatre musées ainsi que le Centre national de conservation à Québec. 
Cette appellation a été créée en 2013 à l'occasion des 25 ans du Musée de la civilisation. Elle désigne l'ensemble des institutions gérées par le Musée de la civilisation. Le directeur général de l'époque, Michel Côté, expliquait : « Quand on parlait du Musée de la civilisation, on ne savait plus si l’on parlait uniquement du Musée ou de l'ensemble de ses composantes ; donc, on a voulu éclaircir cet aspect. »

## Composantes
Cet ensemble comprend :
- Le Musée de la civilisation,
- Le Musée de la Place-Royale (anciennement le Centre d’interprétation de Place-Royale, CIPR),
- La Maison historique Chevalier (anciennement la maison Chevalier),
- Le Musée de l'Amérique francophone (anciennement le Musée de l’Amérique française, MAF),
- Le Centre national de conservation et d'études des collections (anciennement la Réserve muséale de la Capitale nationale).

## Direction
- 1986-1987: Guy Doré
- 1987-2001 : Roland Arpin[2]
- 2001-2009 : Claire Simard[3],
- 2009-2010 : Danielle Poiré (par intérim),
- 2010-2015 : Michel Côté
- 2015-2024 : Stéphan La Roche

## Annexe